# ميناء قصر أحمد
ميناء قصر أحمد كان يسمى في الماضي (مرسى هوارة) يقع في أقصى الطرف الغربي من خليج سرت على ساحل البحر المتوسط، في قرية قصر أحمد شرقي مصراتة الليبية في منطقة قصر أحمد. الميناء حديث نسبيا حيث تم إنشاؤه في العام 1978.

## منشآت الميناء
يوجد حول الميناء في البحر حاجزين صناعيين الأول طوله 1400 متر والثاني بطول 1800 متر وتبلغ كمية المياه المحصورة بينهما 700,000 متر مربع. أما الأرصفة فيبلغ عددها 21 رصيفا بارتفاع 2.25 متر وطولها 3,890 متر. بينها 9 أرصفة بضائع عامة و4 أرصفة شحن أفقي ورصيف نفطي واحد.
ويبلغ إجمالي المساحات المرصوفة 1,100,000 م2.

## المنطقة الحرة بمصراتة
تم في العام 2000 إنشاء المنطقة الحرة بمصراتة وهي منطقة محررة من القيود الجمركية والضريبية، لتصبح أول منطقة حرة في ليبيا بموجب قرار اللجنة الشعبية العامة رقم (495) لسنة 2000، وتم إعادة تنظيمها بقرار اللجنة الشعبية العامة رقم (32) لسنة 2006.
وتمتد المنطقة الحرة قصر أحمد على مساحة 3539 هكتار.
تم في العام 2006 إضافة ميناء قصر أحمد إلى المنطقة الحرة بمصراتة لتكون إحدى روافده. وتدير المنطقة الحرة بمصراته الهيئة العامة للمناطق الحرة.

## وصلات خارجية
- الموقع الرسمي للمنطقة الحرة بمصراته
- موقع غرفة التجارة والصناعة بمصراته